# Pascale Trinquetová
Pascale Trinquetová provdaná Pascale Hachinová (* 15. června 1958 Marseilles, Francie) je bývalá francouzská sportovní šermířka, která se specializovala na šerm fleretem. Sestra Véronique Trinquetová reprezentovala Francii v šermu fleretem.
Francii reprezentovala v sedmdesátých a osmdesátých letech. Na olympijských hrách startovala v roce 1980 v soutěži jednotlivkyň a družstev a v roce 1984 v soutěži družstev. V soutěži jednotlivkyň získala na olympijských hrách 1984 zlatou olympijskou medaili. S francouzským družstvem fleretistek vybojovala na olympijských hrách zlatou (1980) a bronzovou (1984) olympijskou medaili.